# Vágásmátrix
A matematikában a vágásmátrix egy gráfelméleti mátrixreprezentáció. A körmátrixhoz hasonlóan definiálhatjuk a vágásmátrixot is, csak itt nem a kör, hanem a vágás irányítását definiáljuk. A valóságban a vágásmátrix nem alkalmas egy gráf reprezentálására, mert nem izomorf gráfoknak lehet azonos vágásmátrixa és tárolása is helyigényesebb, mint például egy szomszédossági listának.

## Definíció
Egy vágást alkotó élek a gráf ugyanazon komponensében vannak és ezen komponens pontjait választják szét X1 és X2 részhalmazra. A vágás egy (u,v) élének irányítása akkor egyezik meg a vágás irányításával, ha u ∈ X1 és v ∈ X2. Fordított esetben ellentétes az irányításuk. Így a Q(G) vágásmátrix (q i j) elemének a körmátrixhoz hasonló definíciója:
{\displaystyle q_{ij}={\begin{cases}0&{\text{ha a }}j{\text{-edik él nem eleme az }}i{\text{-edik vágásnak}}\\1&{\text{ha a }}j{\text{-edik él benne van az }}i{\text{-edik vágásban és irányítása megegyezik a vágás körüljárásával}}\\-1&{\text{ha a }}j{\text{-edik él benne van az }}i{\text{-edik vágásban és irányítása ellentétes a vágás körüljárásával}}\end{cases}}}

## Példa egy gráf vágásmátrixára
| Irányított gráf | Vágásmátrix |
| --------------- | --- |
|                 | {\displaystyle {\begin{pmatrix}1&0&0&0&0&0&0&0\\0&1&0&0&0&0&0&0\\0&0&1&1&0&0&-1&0\\0&0&0&0&-1&1&-1&0\\0&0&1&1&1&-1&0&0\\\end{pmatrix}}} |

## Kapcsolat egyes mátrixreprezentációk között
Tétel: Ha B, C, Q rendre egy hurokélmentes irányított gráf illeszkedési, kör- és vágásmátrixa és oszlopaik ugyanabban a sorrendben vannak, akkor
{\displaystyle \textstyle B\cdot C^{T}=\mathbf {0} } és {\displaystyle \textstyle Q\cdot C^{T}=\mathbf {0} .}